# Cheikh Issa
Cheikh Issa (الشيخ عيسى) est un bourg du nord de la Syrie dépendant administrativement du gouvernorat d'Alep et du district d'Azaz. Il comptait 4 296 habitants au recensement de 2004. 

## Géographie
Cheikh Issa se trouve proche de Tell Rifaat à l'ouest, de Kaldjibrin au nord et de Mari à 5 kilomètres à l'est.

## Histoire
Le village de Cheikh Issa a été libéré des groupes de l'État islamique en février 2016.